# 平田ヒデ
平田 ヒデ（ひらた ヒデ、1902年（明治35年）6月23日 - 1978年（昭和53年）1月4日）は、日本の教育者、政治家。衆議院議員。旧姓・二瓶。民主党衆議院議員を務めた福岡宗也は娘婿。

## 経歴
福島県出身。1922年、福島県師範学校本科第一部を卒業。さらに1926年、奈良女子高等師範学校家事科を卒業した。
1926年3月、福島県立相馬高等女学校教諭に就任。以後、岩手県立盛岡高等女学校教諭、台湾高雄州立高雄高等女学校嘱託を歴任した。
戦後の1947年、福島県若松市教育調査委員、福島県教育審議会若松地区審議会委員を委嘱された。1948年7月、若松地区担当児童福祉司に就任。1953年4月、第26回衆議院議員総選挙に福島県第2区から社会党右派所属で出馬したが落選。次の1955年2月実施の第27回総選挙では当選し、日本社会党社会保障政策委員長、同文教政策委員会主査などを務めて、衆議院議員に1期在任した。
その他、福島家庭裁判所参与員、同調停委員、会津児童園理事、婦人問題研究会理事、渋谷簡易裁判所民事調停委員などを務めた。